# Kazimierz Fabrykowski
Kazimierz Włodzimierz Fabrykowski (ur. 4 marca 1934 w Warszawie) – polski lekkoatleta, skoczek wzwyż, członek Wunderteamu.
Startował w latach 50. XX wieku. Dwukrotnie wystąpił w mistrzostwach Europy. W Bernie (1954) zajął 12. miejsce, a w Sztokholmie (1958) był dziewiąty. Był także brązowym medalistą Uniwersjady w Turynie w 1959.
Cztery razy zdobywał mistrzostwo Polski: w 1952, 1955, 1958 i 1959. Był także rekordzistą Polski wynikiem 2,07 m (w 1958), co jest również jego rekordem życiowym.
Jedenaście razy reprezentował Polskę w mieczach międzypaństwowych. Startował w klubie AZS Gliwice.